# Task Force 16

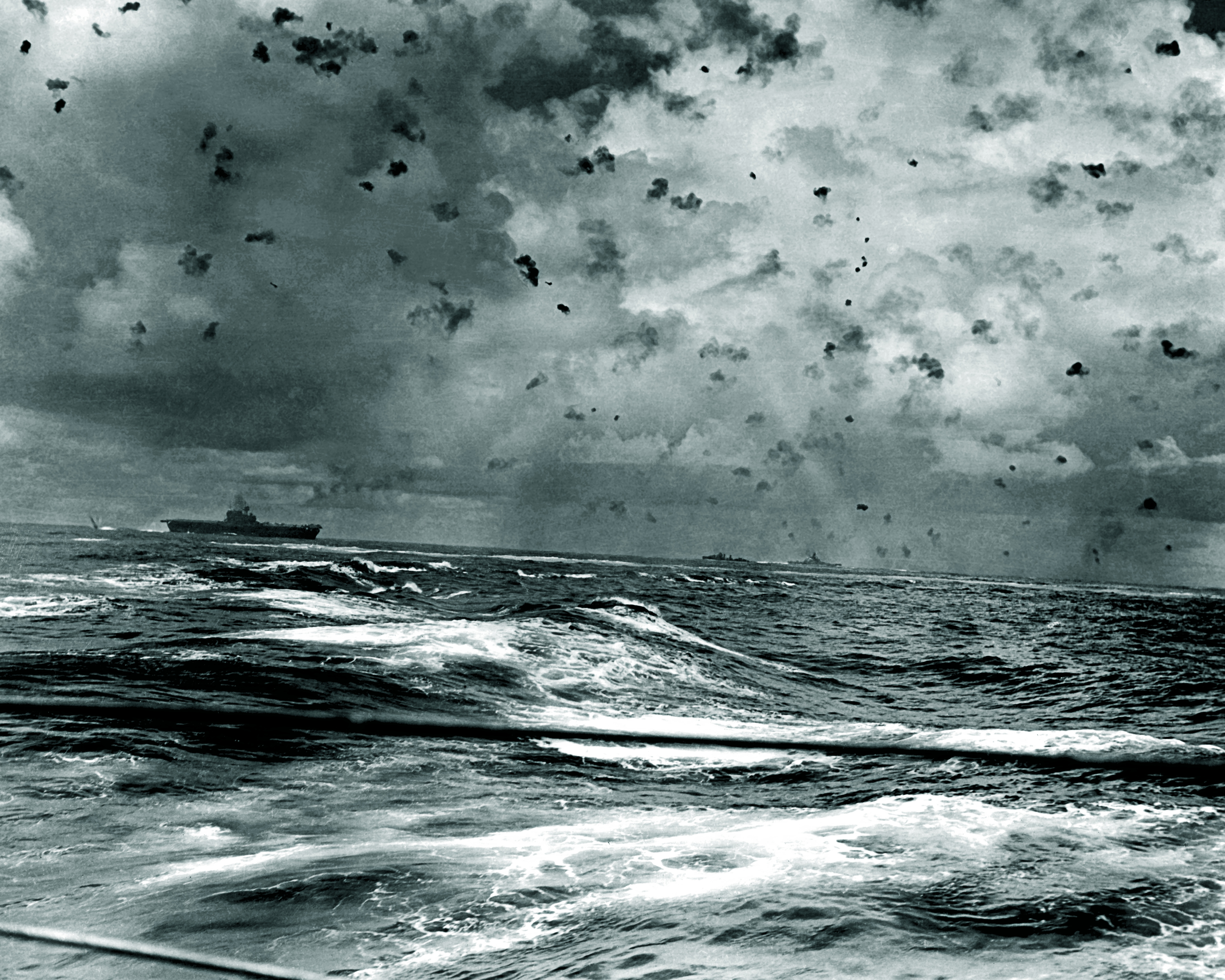
Task Force 16 s loděmi Enterprise (vlevo uprostřed) a bitevní lodí South Dakota (v dáli) pod japonským útokem během bitvy u ostrovů Santa Cruz 26. října 1942.

Task Force 16 (TF 16) byl operační svaz amerického námořnictva, bojující v Tichomoří během druhé světové války. TF 16 byl vytvořen v únoru 1942. Jeho prvním velitelem se stal viceadmirál William Halsey, Jr. Jádrem svazu byla letadlová loď USS Enterprise a těžké křižníky USS Salt Lake City a USS Northampton, které doprovázel půltucet torpédoborců (časem se složení doprovodu Enterprise měnilo).
V dubnu 1942 se svaz s spojil s Task Force 18, jehož jádrem byla letadlová loď USS Hornet a společně uskutečnily Doolitlův nálet na Tokio. Když Halsey onemocněl, převzal velení TF 16 Raymond A. Spruance a úspěšně ho vedl během bitvy u Midway. V srpnu 1942 svaz podporoval americké vylodění na Guadalcanalu, bojoval v bitvách u východních Šalomounů (srpen 1942), u ostrovů Santa Cruz (říjen 1942) a v námořní bitvě u Guadalcanalu (listopad 1942). TF 16 také podporoval svaz TF 18 bojující u Rennellova ostrova. V březnu 1943 se Task Group 16.6 (složka TF 16) střetla s japonskými křižníky v bitvě u Komandorských ostrovů a celý TF 16 se podílel na znovudobytí Aleut. V letech 1944–1945 se svaz změnil na jednotku určenou pro doplňování paliva a tvořily ho pouze tankery a eskortní torpédoborce.